# آنگورا (مینه‌سوتا)
آنگورا (به انگلیسی: Angora) یک منطقهٔ مسکونی در ایالات متحده آمریکا است که در ناحیه آنگورا واقع شده‌است. آنگورا ۴۰ نفر جمعیت دارد و ۴۱۲٫۰۹ متر بالاتر از سطح دریا واقع شده‌است.